# Gyrtona polionota
Gyrtona polionota är en fjärilsart som beskrevs av George Francis Hampson 1905. Gyrtona polionota ingår i släktet Gyrtona och familjen nattflyn. Inga underarter finns listade i Catalogue of Life.